# Ameni Kemau
Ameni Kemau je bil faraon Trinajste egipčanske dinastije, ki je vladala v drugem vmesnem obdobju Egipta. Egiptologa Kim Ryholt in Darrell Baker menita, da je bil peti vladar te dinastije in je vladal dve leti od 1793 do 1791 pr. n. št.  v večini Egipta, razen morda v Nilovi delti.

## Družina
Egiptolog Kim Ryholt ugotavlja, da je Ameni Kemau v bistvu filiativno ime, se pravi da izraža sorodstvo njegovega imetnika. Ime bi se resnično lahko bralo "Amen[jev sin] Kemau". Ryholt meni, da bi Ameni Kemau lahko bil sin svojega predhodnika Amenemheta V. Enakega mnenja je egiptolog Darrell Baker, Jürgen von Beckerath pa trdi, da je položaj Ameni Kemaua znotraj Trinajste dinastije nedoločen. Ameni Kemauov naslednik Kemau Siharnedjheritef bi lahko bil njegov sin. Njegovo ime bi se lahko bralo "Sin Kemaua, Hor varuje njegovega očeta".

## Dokazi
Če odštejemo njegovo piramido v Dahšurju, je Ameni Kemau slabo dokazan faraon. Njegovega imena na Torinskem seznanu kraljev ni. Edini primarni dokaz o njem so fragmenti štirih napisov na kanopskih vrčih, najdenih v njegovi piramidi. Plaketa neznanega izvora z njegovim imenom bi lahko bila sodoben ponaredek.  Identiteta Ameni Kemau je torej nezanesljiva. Ryholt je kljub temu prepričan, da se njegovo ime skriva pod  zapisom wsf za faraonom Amenemhetom V. Zapis wsf, dobesedno "pogrešan", pomeni, da je bil na izvirnem seznamu, s katerega so v ramzeškem obdobju sestavljali Torinski  seznam  kraljev, na tem mestu papirus poškodovan ali je manjkal.

## Piramida
Ameni Kemau je svojo piramido zgradil južno od Dahšurja. Leta 1957 odkril Charles Musès in jo leta 1968 raziskal.  Ko je bila zgrajena, je njena stranica merila 50 m, višina pa 35 m. Piramida je zaradi ropanja kamnite obloge povsem porušena. Uničeni so tudi podzemni prostori. Pogrebna soba, zgrajena iz enega samega velikega bloka kvarcita, je bila podobna pogrebnim sobam v  piramidi Amenemheta III. v Havari in mazgunskih piramidah. V blok je bil vklesan prostor za sarkofag in kanopske vrče. Musès je našel samo fragmente vrčev in nekaj kosti neznanega izvora.
Aprila 1957 so v Dahšurju odkrili še eno piramido in blok, na katerem bi lahko bilo ime Ameni Kemaua. Veliko egiptologov, med njimi James P. Allen, Aidan Dodson in  Thomas Schneider, se strinja, da je na bloku ime Ameni Kemaua. Dodson celo špekulira, da je relativno slaba kakovost napisa nenavadna za faraona z dvema piramidama, da je piramida prvotno pripadala enemu od njegovih predhodnikov in da jo je Ameni Kemau prisvojil, odklesal  imena na bloku in na njihovo mesto vklesal svojo kartušo. Med najdbami v pogrebni sobi so bili sarkofag, kanopski vrči in škatle s povoji. Na napisih na škatlah je omenjeno ime ene od hčera Ameni Kemaua, Hačepsut, kar kaže, da je  piramido morda prisvojil za svojo hčerko. To bi hkrati lahko pojasnilo, zakaj je imel dve piramidi.